# Hoplopleura colomydis
Hoplopleura colomydis är en insektsart som beskrevs av Pierre L. G. Benoit 1962. Hoplopleura colomydis ingår i släktet Hoplopleura och familjen gnagarlöss. Inga underarter finns listade i Catalogue of Life.